# Pennant (Saskatchewan)
Pennant ist eines der 260 Dörfer in der kanadischen Provinz Saskatchewan. Es liegt im Südosten der Census Division No. 8, in der Gemeinde Riverside No. 168.

## Geschichte
Der heutige Ort ging ursprünglich aus einer Bahnstation hervor, die 1911 unter dem Namen Java eingerichtet wurde. Die von der Canadian Pacific Railway betriebene Eisenbahntrasse, führt von Swift Current nach Empress in der Nachbarprovinz Alberta.
Ein Jahr danach gründete der Order-in-Council die Gemeinde Rural Municipality of Riverside No. 168. Nach der Entstehung dieser Gemeinde erfolgte die Umbenennung des Haltepunktes Java in Pennant (deutsch: Wimpel). Durch den Zuzug von Siedlern aus Europa und auch der umliegenden Regionen erhielt die Ortschaft Mitte der 1910er-Jahre den Status als Dorf (Village).
Nach dem Zweiten Weltkrieg begann der Bau des Highway 32, welcher die Gemeinden Leader und Swift Current miteinander verbindet. Er verläuft bei Pennant unmittelbar neben der Bahnstrecke und kreuzt sich dort mit der Hauptstraße Grid Road.

## Geographie
Die Ortschaft besitzt eine Fläche von ca. 65 km² und liegt auf einer Höhe von 58 m über dem Meeresspiegel. Pennant liegt in einer Region, die überwiegend von Weiden, Wiesen, Getreidefeldern und Sandhügeln geprägt ist. Der Anbau von Weizen bildet einen bedeutenden Teil im kanadischen Agrarsektor dar und ist wichtiger Arbeitgeber in der Region.

## Klima
|                        | Jan   | Feb   | Mär  | Apr  | Mai  | Jun  | Jul  | Aug  | Sep  | Okt  | Nov   | Dez   |   |       |
| Mittl. Temperatur (°C) | −11,2 | −7,0  | −2,0 | 2,7  | 11,0 | 17,2 | 18,3 | 17,5 | 13,3 | 6,1  | −6,1  | −11,7 | ⌀ | 4,1   |
| Mittl. Tagesmax. (°C)  | −6,6  | −1,3  | 4,3  | 8,2  | 18,1 | 24,4 | 25,3 | 24,6 | 20,7 | 12,2 | −1,2  | −6,3  | ⌀ | 10,3  |
| Mittl. Tagesmin. (°C)  | −15,9 | −12,7 | −8,3 | −2,8 | 3,8  | 9,9  | 11,3 | 10,4 | 5,9  | −0,1 | −11,1 | −17,4 | ⌀ | −2,2  |
|                        |       |       |      |      |      |      |      |      |      |      |       |       |   |       |
| Niederschlag (mm)      | 8,0   | 2,0   | 23,0 | 14,6 | 51,5 | 67,3 | 62,0 | 97,6 | 22,0 | 23,6 | 0,0   | 0,0   | Σ | 371,6 |

| −15,9 |

| −12,7 |

| −8,3 |

| −2,8 |

| 3,8 |

| 9,9 |

| 11,3 |

| 10,4 |

| 5,9 |

| −0,1 |

| −11,1 |

| −17,4 |

| −15,9 |

| −12,7 |

| −8,3 |

| −2,8 |

| 3,8 |

| 9,9 |

| 11,3 |

| 10,4 |

| 5,9 |

| −0,1 |

| −11,1 |

| −17,4 |

| N i e d e r s c h l a g | 8,0 | 2,0 | 23,0 | 14,6 | 51,5 | 67,3 | 62,0 | 97,6 | 22,0 | 23,6 | 0,0 | 0,0 |
|                         | Jan | Feb | Mär  | Apr  | Mai  | Jun  | Jul  | Aug  | Sep  | Okt  | Nov | Dez |

## Demografie
Nach der Volkszählung aus dem Jahr 2016 leben zurzeit rund 130 Menschen in Pennant. Laut dem Zensus von 2011 lag die Bevölkerungszahl bei 120 Personen, damit nahm die Bevölkerung um 8,3 % zu.